# Райска птица (растение)
 Тази статия е за растението.  За семейството птици вижте Райски птици.  
Райска птица (Caesalpinia pulcherrima), известна и като пауново цвете, червена райска птица, мексиканска райска птица и гордостта на Барбадос, е вид цъфтящо растение от семейство Бобови (Fabaceae), родом от тропиците и субтропиците на Америка. Може да е по произход и от Западната Индия, но това е недоизяснено поради широкото му отглеждане.

## Наименования
Сред често срещаните му имена са poinciana, джудже poinciana, flos pavonis и пламък де-джардин. ali'i.

### Местни наименования на други езици
| - Bengali: Radhachura or Krishnachura - Hindi: Guletura - Filipino: Caballer: - Japanese: オオゴチョウ（大胡蝶）(Oogochou/Ogocho/Ogochou) - Kannada: Kenjige | - Konkani: Ratnagandhi Phoolor „meshae phool“ - Malayalam: Settimandaram or Rajamalli - Meitei: Krishnachura - Marathi: Sankasur - Odia: Krushnachuda (କୃଷ୍ନଚୁଡା)/ Godibaana (ଗୋଡିବାଣ) | - Sanskrit: Sidhakya - Sinhalese: Monara pila (මොණර පිල) or Monara mal (මොණර මල්) - Spanish: Flamboyan - Sranantongo: Krere-krere - Tamil: Mayirkonrai; Nazhal | - Telugu: Ratnagandhi - Thai: หางนกยูงไทย - Vietnamese: Kim phượng |

## Описание
Райската птица е храст, който расте до 3 м височина. В климат с малко или много слани това растение ще нарасне по-голямо и е полувечнозелено. На Хаваите това растение е вечнозелено и расте над 5 м височина. Отглеждано в климат с леко до умерено замръзване, растението ще загине обратно в земята в зависимост от студа, но ще се съживи в средата или късната пролет. Този вид е по-чувствителен към студ от другите. Листата са двусемеделни, с дължина 20 – 40 см, носещи 3 до 10 чифта листа, всяко от които с 6 до 10 чифта листенца с дължина 15 – 25 мм и широчина 10 – 15 мм. Цветовете имат съцветия с дължина до 20 см, като всеки цвят е с пет жълти, оранжеви или червени венчелистчета. Плодът е шушулка с дължина 6 – 12 cm.

## Таксономия
Синоним на Caesalpina pulcherrima е Caesalpinia pulcherrima.

## Приложения

### Храна
Всички семена от Caesalpinia са отровни. Семената на някои видове обаче са годни за консумация преди да достигнат зрялост (например незрели семена на Caesalpinia pulcherrima) или след третиране (например Caesalpinia bonduc след изпичане).

### Медицина
Мария Сибила Мериан (Maria Sibylla Merian), художник от 17 век, се натъкнала на това растение в холандската колония Суринам. В своята работа „Metamorphosis insectorum Surinamensium“, Мериан записва, че африканските роби и местните индийски популации използват Metamorphosis insectorum Surinamensium или пауново цвете като абортиращо в практиката си на традиционната медицина. Тя пише:
| „ | Индианците, които не са лекувани добре от холандските си господари, използват семената [на това растение], за да абортират децата си, за да не станат роби, като тях самите. Чернокожите роби от Гвинея и Ангола поискаха да бъдат добре третирани, заплашвайки да откажат да имат деца. Те самите ми казаха това. | “ |

Райската птица е била използвана в традиционната медицина за аборти и за самоубийство от поробените хора и от американските индианци, които ползвали листата, цветята, кората и семената на растението.

### Градинско приложение
Райската птица е най-широко култивираният вид от рода Caesalpinia. Това е поразително декоративно растение, широко отглеждано в домашни и обществени градини в топъл климат с мека зима и има красиво съцветие в жълто, червено и оранжево. Малкият му размер и фактът, че понася добре резитбата, позволява да се засажда на групи, за да образува жив плет; може да се използва и за привличане на колибри.
При отглеждането му във Великобритания това растение печели наградата за градински заслуги на Кралското градинарско общество.

## Символизъм
Райската птица е националното цвете на карибския остров Барбадос и е изобразено в горния ляв и десен ъгъл на личното барбадоско знаме на кралица Елизабет II. Клер Уейт Келър (британска стилистка и моден дизайнер) включва гордостта от Барбадос да представлява страната в сватбения воал на Меган Маркъл, която включва отличителната флора на всяка държава от Общността.

## Галерия
- Общ вид на дървото
- Цветове
- Плодове
- Листа
- Листа, цветя и шушулки
- Цветни пъпки
- Жълти цветове
- Жълти цветове (отгоре)
- Розови цветове